# Ranbir Kapoor

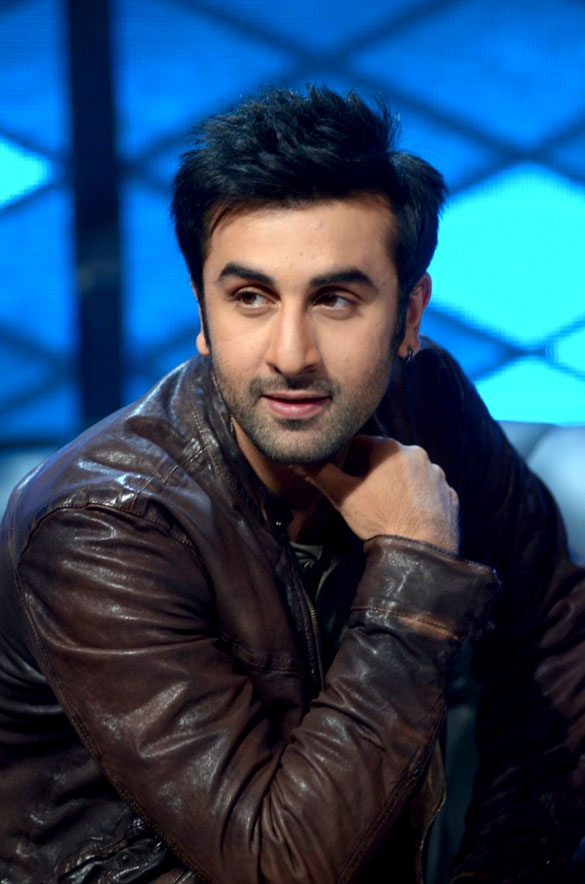
Ranbir Kapoor

Ranbir Kapoor (* 28. September 1982 in Mumbai, Maharashtra) ist ein indischer Schauspieler.

## Leben
Ranbir Kapoor, Familienmitglied der indischen Schauspielerdynastie Kapoor, ist der Sohn des Schauspielerehepaars Rishi Kapoor und Neetu Singh. Er ist benannt nach seinem Großvater Ranbirraj Kapoor, der Cousin der Bollywood-Stars Karisma und Kareena Kapoor.
In Mumbai geboren und aufgewachsen besuchte er die renommierte Bombay Scottish School im Stadtteil Mahim, anschließend das H.R. College of Commerce and Economics. Anschließend zog er nach New York City, um dort an der School of Visual Arts und am Lee Strasberg Theatre and Film Institute Schauspiel und Regie zu lernen, wo bereits sein Vorbild Al Pacino studiert hatte. Danach kehrte er im Jahr 2005 nach Indien zurück, um vorerst als Regieassistent von Sanjay Leela Bhansali bei den Dreharbeiten zu Black Erfahrungen zu sammeln.
Regisseur Bhansali bot ihm anschließend die männliche Hauptrolle in seinem neuen Filmprojekt Saawariya (2007) an, dessen Charakter mitunter inspiriert war von der Darstellungskunst seines Großvaters Raj Kapoor. Der Film konnte zwar keinen kommerziellen Erfolg verzeichnen, doch Kapoors schauspielerische Leistung wurde mit zahlreichen Preisen geehrt, unter anderem mit dem Filmfare Award für das Beste Debüt.
Sein nächster Film, die romantische Komödie Bachna Ae Haseeno – Liebe auf Umwegen (2008) zusammen mit Deepika Padukone erzielte dagegen hohe Einspielergebnisse. Der erste Item-Song des Filmes ist ein Remix des Superhits seines Vaters Rishi Kapoor aus dem Film Hum Kisi Se Kum Nahin (1977), dessen Musiktitel namensgebend für den Film war. Während der Dreharbeiten kamen sich er und Deepika Padukone näher, diese Beziehung hielt etwa ein Jahr. Im Jahr 2009 war er gleich in drei erfolgreichen Filmen zu sehen, im Coming-of-Age-Film Wake Up Sid, in der Komödie Ajab Prem Ki Ghazab Kahani und im Drama Rocket Singh: Salesman of the Year. Für diese Darbietungen zeichnete ihn die Filmfare-Award-Jury mit dem Kritikerpreis – Bester Darsteller aus.
Die Rolle des brotlosen Musikers in Rockstar (2011) hatte Regisseur Imtiaz Ali extra auf ihn zugeschnitten. Hierfür erhielt Kapoor seinen ersten Filmfare Award als Bester Hauptdarsteller und weitere Filmpreise. Gleich darauf engagierte ihn Regisseur Anurag Basu für seinen neuen Film Barfi! (2012) als Protagonisten. Da seine Figur taubstumm war, musste Ranbir Kapoor sein Talent wie ein Stummfilmstar mithilfe von Mimik, Körpersprache und Slapstick unter Beweis stellen. Für diese darstellerische Leistung wurden ihm zahlreiche Filmpreise verliehen, er erhielt 2013 erneut den Filmfare Award als bester Hauptdarsteller.
Seine zweite Zusammenarbeit mit Ayan Mukerji in der romantischen Komödie Yeh Jawaani Hai Deewani (2013) bedeutete Kapoors bisher größten kommerziellen Erfolg im Inland und in Übersee, da der Film bis dato zu den vier umsatzreichsten Filmen des Hindi-Filmindustrie zählt. Dagegen wurde Kapoors jüngste Actionkomödie Besharam, die im Oktober 2013 in den indischen Kinos erschienen ist, ein Flop. Derzeit ist er mit den Dreharbeiten zu Bombay Velvet von Anurag Kashyap neben Anushka Sharma beschäftigt.
Im Sommer 2013 stellten Ranbir Kapoor und Anurag Basu ihre neu gegründete Produktionsfirma Picture Shuru Productions vor, ein Vorhaben, das sie schon seit den Filmarbeiten von Barfi! vor zwei Jahren beschlossen hatten. Ihre geplanten Projekte sind eine moderne Adaption von Sherlock Holmes mit den Filmtitel Jagga Jasoos und eine Filmbiografie über den indischen Sänger Kishor Kumar, wobei Kapoor wieder die Protagonisten spielen wird.
Im April 2022 heiratete Kapoor die Schauspielerin Alia Bhatt.

## Filmografie
- 1993: Pyara Bharat Yeh Kahe (Fernsehfilm)
- 2007: Saawariya
- 2008: Bachna Ae Haseeno – Liebe auf Umwegen (Bachna Ae Haseeno)
- 2009: Luck by Chance – Liebe, Glück und andere Zufälle (Luck by Chance) (Gastauftritt)
- 2009: Wake up Sid
- 2009: Ajab Prem Ki Ghazab Kahani
- 2009: Rocket Singh: Salesman of the Year
- 2010: Raajneeti
- 2010: Anjaana Anjaani
- 2011: Rockstar
- 2012: Barfi – Liebe braucht keine Worte (Barfi!)
- 2013: Lass dein Glück nicht ziehen (Yeh Jawaani Hai Deewani)
- 2013: Unverschämt schamlos – Besharam (Besharam)
- 2014: Bhoothnath Returns (Gastauftritt)
- 2014: PK (Gastauftritt)
- 2015: Roy
- 2015: Bombay Velvet
- 2015: Der Zauber in dir – Tamasha (Tamasha)
- 2016: Ae Dil Hai Mushkil
- 2017: Jagga Jasoos
- 2018: Sanju
- 2022: Shamshera
- 2022: Brahmastra: Part One - Shiva
- 2023: Animal

## Auszeichnungen (Auswahl)
Filmfare Awards
- 2008: Bestes Debüt – Saawariya
- 2010: Kritikerpreis – Bester Darsteller – Wake Up Sid, Ajab Prem Ki Ghazab Kahani, Rocket Singh: Salesman of the Year
- 2012: Kritikerpreis – Bester Darsteller – Rockstar
- 2012: Bester Hauptdarsteller – Rockstar
- 2013: Bester Hauptdarsteller – Barfi!

IIFA Awards
- 2008: Bester Debütant – Saawariya
- 2012: Bester Hauptdarsteller – Rockstar
- 2012: Spezialpreis „Star Plus Hottest Pair“ – Ranbir Kapoor und Nargis Fakhri in Rockstar
- 2013: Bester Hauptdarsteller – Barfi!
- 2013: Bestes Filmpaar des Jahres – Ranbir Kapoor und Deepika Padukone

Star Screen Awards
- 2008: Meistversprechendster Newcomer – Saawariya
- 2008: Spezialpreis „Nokia Future of Entertainment Award“
- 2012: Bester Hauptdarsteller – Rockstar
- 2013: Bestes Filmpaar – Ranbir Kapoor und Priyanka Chopra in Barfi!
- 2013: Bester Hauptdarsteller – Barfi!

Zee Cine Awards
- 2008: Bester Debütant – Saawariya
- 2012: Bester Hauptdarsteller – Rockstar

Stardust Awards
- 2008: Superstar of Tomorrow – Saawariya
- 2010: Superstar of Tomorrow – Wake Up Sid und Ajab Prem Ki Ghazab Kahani

Apsara Film and Television Producers Guild Awards
- 2008: Bestes Debüt (männlich) – Saawariya
- 2010: Bester Entertainer des Jahres
- 2012: Bester Hauptdarsteller – Rockstar
- 2013: Bester Hauptdarsteller – Barfi!